# Vínbúð
Vínbúð è una società di grande distribuzione islandese con sede a Reykjavík fondata nel 1961. Si tratta dell'unico distributore autorizzato dai Monopoli statali di alcolici e tabacco.